# Stephen W. Scherer

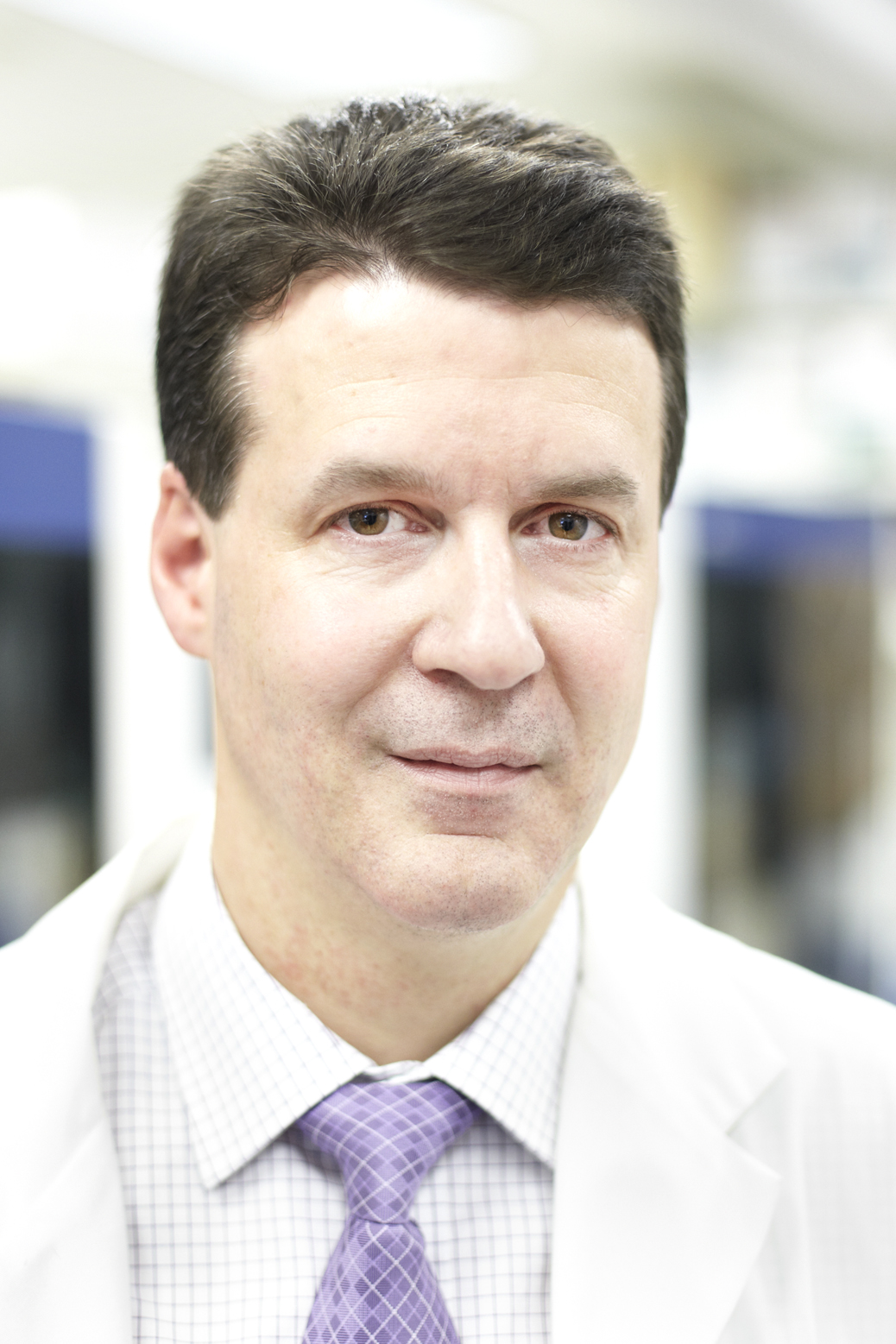
Stephen W. Scherer, April 2011

Stephen Wayne Scherer (* 5. Januar 1964 in Windsor, Ontario) ist ein kanadischer Genetiker und Genomiker am Hospital for Sick Children in Toronto und an der Universität Toronto.
Scherer ist bekannt für seine Arbeiten zur Genetik des Autismus und zu Variationen der Zahl an Genkopien (Gene copy number variants) und deren Beziehung zu bestimmten Erkrankungen. Weitere Arbeiten befassen sich mit dem Chromosom 7 und seiner Bedeutung für genetisch bedingte Erkrankungen. Scherer gründete die Database of Genomic Variants, die Wissenschaftlern weltweit hilft, genetisch bedingte Erkrankungen zu erforschen.
Scherer erwarb an der University of Waterloo einen Bachelor (Honours Science Degree) und sowohl einen Master als auch einen Ph.D. an der medizinischen Fakultät der Universität Toronto. Er ist (Stand 2014) Forschungsgruppenleiter für Genetik und genomische Biologie am Hospital for Sick Children in Toronto und Direktor des dortigen Centre for Applied Genomics. Er hat eine Professur für Molekulargenetik an der Universität Toronto.
Von 2002 bis 2006 forschte Scherer zusätzlich für das Howard Hughes Medical Institute.
Seit 2014 zählt ihn Thomson Reuters aufgrund der Zahl seiner Zitationen zu den Favoriten auf einen Nobelpreis (Thomson Reuters Citation Laureates). Scherer hat (Stand 2014) über 370 wissenschaftliche Publikationen veröffentlicht, die mehr als 40.000-mal zitiert wurden.
Scherer ist verheiratet und hat zwei Kinder.

## Auszeichnungen (Auswahl)
- 2001 Ehrendoktorat der University of Windsor
- 2007 Mitglied der Royal Society of Canada[3]
- 2011 Fellow der American Association for the Advancement of Science